# Жамалетдінов Тимур Абдурашитович
Тимур Абдурашитович Жамалетдінов (рос. Тимур Абдурашитович Жамалетдинов, нар. 21 травня 1997, Москва) — російський футболіст дагестанського походження, нападник клубу ЦСКА (Москва).

## Клубна кар'єра
Народився 21 травня 1997 року в місті Москва. Вихованець футбольної школи московського «Локомотива». У сезоні 2014/15 почав регулярні виступи за дублюючий склад столичного ЦСКА. У наступному сезоні він забив десять голів за другий склад «армійців».
У сезоні 2016/17 став залучатися до тренувань і матчів головної команди. Його дебют за ЦСКА в чемпіонаті Росії відбувся 9 квітня 2017 року в матчі проти «Краснодару», в якому він вийшов на заміну на 89-й хвилині замість Олексія Іонова.
У сезоні 2017/18 в гостьовому матчі проти «Амкара» (1:0) забив свій перший гол за ЦСКА. 12 вересня в першому турі групового етапу Ліги чемпіонів у гостях проти «Бенфіки» (2:1) забив переможний гол.

## Виступи за збірні
2016 року дебютував у складі юнацької збірної Росії, взяв участь у 2 іграх на юнацькому рівні, відзначившись одним забитим голом.
З 2017 року став залучатись до складу молодіжної збірної Росії. На молодіжному рівні зіграв у 2 офіційних матчах.

## Особисте життя
Батьки Тимура родом з республіки Дагестан. Мати народилася в Махачкалі, батько — в Хасавюрті. Мати працює вихователькою в дитячому садку. У батька невеликий бізнес з продуктовими магазинами.

### Титули і досягнення
- Володар Суперкубка Росії (1):

ЦСКА (Москва): 2018